# Samuel Bayer
Samuel David Bayer (ur. 17 lutego 1962 (niektóre źródła podają rok 1965) w Syracuse w Nowym Jorku) – amerykański reżyser filmowy. 
W 1987 roku ukończył School of Visual Arts w Nowym Jorku z dyplomem licencjata (Bachelor of Arts). W 1991 osiadł w Los Angeles. Jest znany głównie jako twórca teledysków i filmów reklamowych. Współpracował m.in. z The Rolling Stones, Green Day, Johnem Lee Hookerem, Sheryl Crow, grupą Marilyn Manson, Metallicą, Nirvaną, My Chemical Romance Good Charlotte, Davidem Bowie, Aerosmith, Lennym Kravitzem. Reklamy kręcił m.in. dla Nike, Pepsi, Nissana i Mountain Dew.
Do jego najbardziej znanych teledysków zaliczają się: "Smells Like Teen Spirit" (Nirvana), "Zombie" (The Cranberries), "American Idiot" (Green Day), "Boulevard of Broken Dreams" (Green Day), "Holiday" (Green Day), "Wake Me Up When September Ends" (Green Day) i "Keep Your Hands Off My Girl" (Good Charlotte).
Wytwórnie New Line Cinema i Platinum Dunes wyselekcjonowały Bayera do reżyserii horroru Koszmar z ulicy Wiązów – reboota kultowego filmu pod tym samym tytułem z 1984 roku. Premiera projektu odbyła się w kwietniu 2010 roku.

## Teledyski
- Asphalt Ballet – "Soul Survive" (1991)
- Nirvana – "Smells Like Teen Spirit" (1991)
- Ozzy Osbourne – "Mama, I'm Coming Home" (1991)
- Tesla – "What You Give" (1992)
- Iron Maiden – "Wasting Love" (1992)
- Ramones – "Poison Heart" (1992)
- Suicidal Tendencies – "Nobody Hears" (1992)
- Public Image Ltd – "Covered" (1992)
- The Wonder Stuff – "On the Ropes" (1992)
- John Lee Hooker – "This Is Hip" (1992)
- The Jesus and Mary Chain – "Far Out & Gone" (1992)
- The Jesus and Mary Chain – "Almost Gold" (1992)
- Robbie Robertson – "Go Back to Your Woods" (1992)
- Grayson Hugh – "Soul Cat Girl" (1992)
- Pat Benatar – "Somebody's Baby" (1993)
- Blind Melon – "No Rain" (1993)
- Blind Melon – "Tones of Home" - wersja 2 (1993)
- Melissa Etheridge – "Come to My Window" (1993)
- Candlebox – "You" (1993)
- Rush – "Stick It Out" (1993)
- Buffalo Tom – "I'm Allowed" (1993)
- The Charlatans – "I Don't Want to See the Sights" (1993)
- The Charlatans – "Weirdo" (1993)
- NOFX – "Bob" (1993)
- Sybil Vane – "Pixy" (1994)
- Corrosion of Conformity – "Albatross" (1994)
- Cracker – "Nothing to Believe In" (1994)
- The Devlins – "Someone to Talk To" (1994)
- Fishbone – "Unyielding Conditioning" (1994)
- Fishbone – "Servitude" (1994)
- Tears for Fears – "Elemental" (1994)
- Blind Melon – "Change" (1994)
- Toad the Wet Sprocket – "Fall Down" (1994)
- Collective Soul – "Breathe" (1994)
- The Cranberries – "Zombie" (1994)
- Hole – "Doll Parts" (1994)
- Eve's Plum – "Die Like Someone" (1994)
- The Offspring – "Gotta Get Away" (1994)
- All – "Million Bucks" (1995)
- The Cult – "Star" (1995)
- The Cranberries – "Ode to My Family" (1995)
- The Cranberries – "I Can't Be with You" (1995)
- The The – "I Saw the Light" (1995)
- Garbage – "Vow" (1995)
- The Smashing Pumpkins – "Bullet with Butterfly Wings" (1995)
- David Bowie – "The Hearts Filthy Lesson" (1995)
- David Bowie – "Strangers When We Meet" (1995)
- Melissa Etheridge – "If I Wanted To" (1995)
- Garbage – "Only Happy When It Rains" (1996)
- Garbage – "Stupid Girl" (1996)
- Metallica – "Until It Sleeps" (1996)
- The Afghan Whigs – "Honky's Ladder" (1996)
- John Mellencamp – "Just Another Day" (1996)
- Cracker – "I Hate My Generation" (1996)
- The Rolling Stones – "Anybody Seen My Baby?" (1997)
- Sheryl Crow – "Home" (1997)
- LL Cool J – "Father" (1998)
- The Rolling Stones – "Saint of Me" (1998)
- Sheryl Crow – "My Favorite Mistake" (1998)
- John Mellencamp – "Your Life Is Now" (1998)
- Everlast – "Ends" (1999)
- Marilyn Manson – "Coma White" (1999)
- Marilyn Manson – "Rock is Dead" (1999)
- Natalie Imbruglia – "Identify" (1999)
- Robbie Williams – "Angels" (1999)
- Lenny Kravitz – "Black Velveteen" (2000)
- Marilyn Manson – "Disposable Teens" (2000)
- Blink-182 – "Stay Together for the Kids" (2001)
- Aerosmith – "Sunshine" (2001)
- Lenny Kravitz – "Dig In" (2001)
- Papa Roach – "Time and Time Again" (2002)
- Good Charlotte – "Hold On" (2003)
- Green Day – "American Idiot" (2004)
- Green Day – "Boulevard of Broken Dreams" (2004)
- Green Day – "Holiday" (2005)
- Green Day – "Wake Me Up When September Ends" (2005)
- Green Day – "Jesus of Suburbia" (2005)
- Green Day – Bullet in a Bible (live concert DVD) (2005)
- The Strokes – "Heart in a Cage" (2006)
- The Strokes – "You Only Live Once" (2006)
- My Chemical Romance – "Welcome to the Black Parade" (2006)
- My Chemical Romance – "Famous Last Words" (2006)
- Justin Timberlake – "What Goes Around... Comes Around" (2007)
- Good Charlotte – "Keep Your Hands off My Girl" (2007)
- Green Day  – "Working Class Hero" (2007)
- Maroon 5  – Wiz Khalifa – "Payphone" (2012)
- Green Day  – "Oh Love" (2012)
- Green Day  – "Kill the DJ" (2012)
- Michael Jackson  – "A Place with No Name" (2014)
- Maroon 5 – "Animals" (2014)
- Jesse & Joy – "Ecos de Amor" (2015)
- Garbage – "Empty" (2016)